# 特捜最前線×プレイガール2012
『特捜最前線×プレイガール2012』（とくそうさいぜんせん プレイガール にせんじゅうに）は、2012年に東映による「ドラマクロスプロジェクト」の下で、製作された単発テレビドラマ。同年12月2日に東映チャンネルで初放送された。

## 概要
2012年7月20日にプロジェクトの制作発表が行われた後 、同年8月30日にマスコミ向け上映会と記者発表会が東映東京撮影所・デジタルセンターで行われた。
本作に先がけて放送された、『特捜最前線2012』と『プレイガール2012』のストーリーで描かれた事件をリンクさせ、そこから浮かび上がる真実を描く。
2013年5月21日には、DVDが上記2作品と同時発売された。

## キャスト
ここでは本作のみのオリジナル出演者を挙げている。
- 天満龍之介：弓削智久
- 迫田君枝：黒田福美
- 溝口晴美：舟木幸
- 袴田巌：堀田眞三
- ナース：山下容莉枝

## スタッフ
- 制作：福原英行、植村徹、古玉國彦
- 企画：日達長夫、小坂恵一、金子建
- エグゼグティブプロデューサー：加藤和夫、福島正浩、山本健太郎
- プロデューサー：和佐野健一
- 脚本：宮下隼一
- 音楽：安川午朗
- 監督：田﨑竜太
- 制作: 東映
- 製作：「特捜最前線×プレイガール」製作委員会（東映チャンネル、東映ビデオ、東北新社）